# Шандон (Каліфорнія)
Шандон (англ. Shandon) — переписна місцевість (CDP) в США, в окрузі Сан-Луїс-Обіспо штату Каліфорнія. Населення — 1168 осіб (2020).

## Географія
Шандон розташований за координатами 35°39′13″ пн. ш. 120°22′59″ зх. д. / 35.65361° пн. ш. 120.38306° зх. д. (35.653609, -120.383148).  За даними Бюро перепису населення США в 2010 році переписна місцевість мала площу 7,74 км², з яких 7,63 км² — суходіл та 0,11 км² — водойми.

### Клімат
| Клімат : Шандон         | Клімат : Шандон | Клімат : Шандон | Клімат : Шандон | Клімат : Шандон | Клімат : Шандон | Клімат : Шандон | Клімат : Шандон | Клімат : Шандон | Клімат : Шандон | Клімат : Шандон | Клімат : Шандон | Клімат : Шандон | Клімат : Шандон |
| Показник                | Січ.            | Лют.            | Бер.            | Квіт.           | Трав.           | Черв.           | Лип.            | Серп.           | Вер.            | Жовт.           | Лист.           | Груд.           | Рік             |
| Середній максимум, °C   | 15,7            | 17,4            | 19,1            | 23,1            | 27,3            | 31,6            | 34,4            | 34,3            | 31,7            | 26,9            | 19,9            | 16,0            | 24,8            |
| Середня температура, °C | 8,9             | 10,6            | 11,9            | 14,1            | 17,4            | 20,8            | 23,2            | 23,2            | 21,1            | 16,9            | 11,5            | 8,4             | 15,7            |
| Середній мінімум, °C    | 2,0             | 3,7             | 4,7             | 5,0             | 7,4             | 10,0            | 12,1            | 12,1            | 10,4            | 6,9             | 3,1             | 0,7             | 6,5             |
| ----------------------- | --------------- | --------------- | --------------- | --------------- | --------------- | --------------- | --------------- | --------------- | --------------- | --------------- | --------------- | --------------- | --------------- |
| Джерело: →              |                 |                 |                 |                 |                 |                 |                 |                 |                 |                 |                 |                 |                 |

## Демографія
Згідно з переписом 2010 року, у переписній місцевості мешкало 1295 осіб у 371 домогосподарстві у складі 289 родин. Густота населення становила 167 осіб/км².  Було 412 помешкання (53/км²).
Расовий склад населення:
| - 64,9 % — білих - 2,6 % — чорних або афроамериканців - 1,4 % — корінних американців - 0,5 % — азіатів - 0,2 % — вихідців з тихоокеанських островів - 27,2 % — осіб інших рас |

До двох чи більше рас належало 3,2 %. Частка іспаномовних становила 53,5 % від усіх жителів.
За віковим діапазоном населення розподілялося таким чином: 32,3 % — особи молодші 18 років, 60,5 % — особи у віці 18—64 років, 7,2 % — особи у віці 65 років та старші. Медіана віку мешканця становила 30,6 року. На 100 осіб жіночої статі у переписній місцевості припадало 103,6 чоловіків;  на 100 жінок у віці від 18 років та старших — 104,9 чоловіків також старших 18 років.
Середній дохід на одне домашнє господарство  становив 68 164 долари США (медіана — 57 632), а середній дохід на одну сім'ю — 64 355 доларів (медіана — 55 273). Медіана доходів становила 38 415 доларів для чоловіків та 28 409 доларів для жінок. За межею бідності перебувало 11,9 % осіб, у тому числі 19,4 % дітей у віці до 18 років та 7,7 % осіб у віці 65 років та старших.
Цивільне працевлаштоване населення становило 586 осіб. Основні галузі зайнятості: сільське господарство, лісництво, риболовля — 27,3 %, виробництво — 18,8 %, освіта, охорона здоров'я та соціальна допомога — 17,9 %.